# Latin kereszt

A latin kereszt legegyszerűbb változata, egyenes szárakkal

Névváltozatok: magas kereszt (Bárczay 115.), Krisztus kereszt, latinformájú kereszt (Gömbös 126.)

franciául: croix latine, 
angolul: Latin cross, christian cross, 
németül: lateinisches Kreuz, Passionskreuz, hohes Kreuz, 
latinul: crux ordinaria, crux oblonga, crux latina, crux alta vel exaltata

Rövidítések:

A latin kereszt a nyugati, latin rítusú kereszténység legegyszerűbb és legáltalánosabb jelképe. Egy hosszabb függőleges és egy rövidebb vízszintes szárból áll. A keresztény ikonográfiában és a heraldikában a szárak és azok végződése számtalan változatban fordul elő. Címertani szempontból a latin kereszt változatának kell tekinteni azt a görög keresztet és változatát is, melynek az egyik szára hosszabb, mint a másik.
Változatai:

Szent Péter-kereszt (Péterkereszt, en: Saint Peter's Cross, Peter cross, inverted cross, de: Petruskreuz), megfordított latin kereszt. Ilyenen végezték ki Szent Pétert (67-ben), aki maga kérte, hogy fejjel lefelé feszítsék meg, mert nem tartotta magát méltónak arra, hogy ugyanúgy haljon meg, mint Jézus. Újabban  sátánisták által használt jelkép.
Húsvéti vagy föltámadási kereszt (Bárczay 115., la: crux paschalis, fr: croix pascale, de: Auferstehungs-Kreuz)
Körmeneti kereszt (en: processional cross, de: Prozessionskreuz, Vortragskreuz, la: crux processionalis, crux stationalis), függőleges szára hosszabb a szokványosnál, mert a körmenetben magasba emelve hordozzák, gyakran lóherés a szára. A heraldikában eredetileg csak az érsekeket illette meg, de a 16. századtól már egyes püspökök is használták. Ebből alakult ki az a szabály, hogy az érsekek kettős, a püspökök egyszerű körmeneti keresztet viseltek és a 15. századtól ezt a pajzs mögé helyezték. Néha pátriárkakeresztnek is nevezik.
Kínszenvedés keresztje (Bárczay 115., la: crux passionis, fr: croix de passion, croix du Christ, de: Passionskreuz)
Magas latin kereszt (de: Hochkreuz), a vízszintes szára magasan a középpont fölött helyezkedik el. Hasonló, mint a körmeneti kereszt. A kettős kereszteknél ilyen a lotharingiai kereszt.
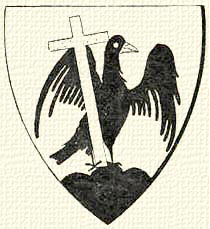
Körmeneti kereszt a Kisfaludyak címerében
Kálváriakereszt
Mária-kereszt (en: Marian cross), a II. János Pál pápa (1978-2005) címerében látható jobb oldali (jobbra tolt) latin kereszt M betűvel, mely a pápa mély tiszteletét fejezte ki Szűz Mária iránt
Szent György kereszt (de: St.-Georg-Kreuz, Georgskreuz), főleg a zászlóknál fordul elő
Szent Fülöp kereszt (de: S.-Philippus-Kreuz)
Szarufásán megtört kereszt (Bárczay 120., fr: croix rompu en chevron, de: sparrenweise gebogenes Kreuz, Sparrenkreuz, la: crux exaltata in cantherii formam)
Szarufásán megtört kereszt
Szarufavégű kereszt (de: lateinisches Kreuz mit Fußsparen)
Meghajlított (Péter-)kereszt (de: gestürztes Kreuz)